# Aloe chinensis
Aloe chinensis é uma espécie de liliopsida do gênero Aloe, pertencente à família Asphodelaceae.